# La mia ragazza è un gran caldo
La mia ragazza è un gran caldo  è l'album di esordio del cantautore italiano Pino Mango, pubblicato nel 1976.

## Il disco
L'album, pur non ottenendo particolari riscontri di vendite, attirò l'attenzione di due grandi interpreti della canzone italiana: Patty Pravo, che incise una cover di Tu pioggia, io mattino trasformando il titolo in Per amarti d'amore, e quella di Per te che mi apri l'universo, e Mia Martini, che incise Se mi sfiori. Tutte le canzoni, ad eccezione di Non svegliarti, furono scritte assieme a suo fratello Armando (con il quale condividerà per gran parte della sua carriera) e al suo scopritore Silvano D'Auria, all'epoca assistente musicale all'RCA Italia.

## Tracce
Lato A
1. Tu pioggia, io mattino – 4:07 (testo: P. Mango, A. Mango, S. D'Auria)
2. Tra le isole di un acquario – 3:56 (testo: P. Mango, S. D'Auria, A. Mango)
3. Se mi sfiori – 3:48 (testo: P. Mango, S. D'Auria, A. Mango)
4. La mia ragazza è un gran caldo – 4:39 (testo: P. Mango, A. Mango, S. D'Auria)

Lato B
1. Non svegliarti – 4:50 (testo: P. Mango)
2. Aria di siepe – 3:58 (testo: P. Mango, S. D'Auria, A. Mango)
3. Su questa terra solo mia – 3:47 (testo: P. Mango, S. D'Auria, A. Mango)
4. Per te che mi apri l'universo – 3:49 (testo: A. Mango, P. Mango, S. D'Auria)

## Formazione
- Mango: voce
- Mike Logan: tastiera
- Roberto Rosati: chitarra
- Mario Scotti: basso
- Carlo Felice Marcovecchio: batteria
- Gaetano Zocconali: tromba
- Rodolfo Bianchi: flauto, sax soprano
- Carlo Romano: oboe
- Salvatore Accardi: corno
- Baba Yaga: cori
- Archi: Unione musicisti di Roma

Altri musicisti
- Voce solista (Tu pioggia, Io mattino e Se mi sfiori): Patrizia Neri